# Шульц, Вернер
Вернер Шульц (нем. Werner Schultz; 3 июля 1878, Людвигслюст — 6 ноября 1944, Берлин) — немецкий гематолог, медик.

## Биография
Окончил гимназию в Пархиме, изучал медицину в Гейдельбергском, Ростокском, Мюнхенском и Боннском университетах.
В 1902 г. в Ростоке защитил диссертацию доктора медицины. Работал в анатомическом институте клиники Грайфсвальдского университета, затем в Берлине, где габилитировался в 1930 г.
В 1937 г. был одним из соучредителей Германского гематологического общества, в 1939 г. председательствовал на Втором гематологическом конгрессе в Бад-Пирмонте.
Известен, главным образом, исследованиям агранулоцитоза, который он первым описал в 1922 году. Имя Шульца содержится в названии реакции Шульца-Карлтона — диагностического теста на определение скарлатины.